# Karnawał zwierząt
Karnawał zwierząt (fr. Le Carnaval des animaux) (1886) – utwór określony przez kompozytora, Camille’a Saint-Saënsa, jako fantazja zoologiczna. Jest to cykl czternastu miniatur (utworów muzycznych małych rozmiarów) ilustracyjnych, wykonywanych przez różne składy instrumentalistów.
1. Wstęp i marsz królewski lwa – instrumenty smyczkowe (kwintet) i dwa fortepiany
2. Kury i koguty – instrumenty smyczkowe bez kontrabasu, dwa fortepiany, klarnet
3. Kułany (osły azjatyckie) – dwa fortepiany
4. Żółwie – instrumenty smyczkowe i fortepian
5. Słoń – kontrabas i fortepian
6. Kangury – dwa fortepiany
7. Akwarium – instrumenty smyczkowe bez kontrabasu, dwa fortepiany, flet, harmonika szklana
8. Osobistości z długimi uszami – dwoje skrzypiec
9. Kukułka w głębi lasu – dwa fortepiany i klarnet
10. Ptaszarnia – instrumenty smyczkowe, fortepian, flet
11. Pianiści – instrumenty smyczkowe i dwa fortepiany
12. Skamieliny – instrumenty smyczkowe, dwa fortepiany, klarnet, ksylofon
13. Łabędź – dwa fortepiany i wiolonczela
14. Finał – pełny skład

Spośród miniatur najbardziej znany jest Łabędź.
Utwór należy do unikatowych kompozycji programowych w całej literaturze muzycznej, często wykorzystywany jest w edukacji muzycznej jako dobry przykład do nauki rozpoznawania brzmienia różnych instrumentów muzycznych.